# باشگاه فوتبال آرارات تهران
باشگاه فرهنگی ورزشی آرارات (ارمنی: Արարատ Թեհրան ֆուտբոլային ակումբ؛ راه‌اندازی ۴ ژوئیه ۱۹۴۴ میلادی برابر با ۱۳۲۳ خورشیدی) یک باشگاه ورزشی ویژه ارمنیان در شهر تهران است.
باشگاه فرهنگی ورزشی آرارات از بدو بنیانگذاری، توجه ویژه‌ای به ورزش‌های پایه از جمله دو و میدانی و همچنین شنا داشته‌ است و در سال ۱۹۵۰ میلادی، تنها چند سال پس از بنیانگذاری، دارای تیم‌های ورزشی وزنه‌برداری، کوه‌نوردی، پینگ پنگ، اسکی، کشتی، بدنسازی، فوتبال، بسکتبال و والیبال بوده‌ است.
از ورزشکاران پیشین آرارات، می‌توان به لئون کورکچیان اشاره نمود که در مسابقات کشوری وزنه‌برداری، در وزن خود مقام قهرمانی را کسب نمود و علاوه بر آن رکورد جدیدی نیز در رده خود به ثبت رساند. هاکوپ کورکچیان نیز، در همان مسابقات، توانست در وزن خود مقام اول را کسب کند.
در همان سال‌های ابتدای تأسیس، تیم‌های ورزشی آرارات در چندین مسابقه جهانی در رشته‌های گوناگون شرکت نمودند که این روند تا کنون نیز ادامه دارد. از دیگر ورزشکاران مطرح آرارات در سالهای ابتدای تأسیس، هنریک تمرز بود که موفق شد در مسابقات المپیک ملبورن در سال ۱۹۵۶ مقام پنجم جهانی را در رشته وزنه‌برداری از آن خود کند.
تیم فوتبال آرارات از سال ۱۳۴۱ خورشیدی وارد مسابقات باشگاهی تهران شد.
تیم فوتبال این باشگاه پس از استقلال و پرسپولیس ، پرهوادارترین تیم فوتبال پایتخت بود. تیم فوتبال آرارات تهران پس از مدتها دوری از مسابقات فعالیت خود را از تاریخ ۱۸ مهر ۱۳۹۳ خورشیدی با برگزاری یک دیدار دوستانه با تیم هنرمندان هوادار استقلال به‌طور رسمی آغاز کرد.
و همچنین باشگاه بسکتبال آرارات با مغلوب کردن رقیبان خود

نخلستان جم و بقیه تیم ها نایب قهرمان لیگ دسته یک ملی بسکتبال ایران شد.
از بازیکنان معروف این تیم عبارتند از آرگن میناسیانس که به اردوی تیم ملی دعوت شده است.

## امکانات باشگاه فرهنگی ورزشی آرارات
امکانات باشگاه به شرح ذیل است:
ورزشگاه آرارات
در فضایی با وسعت ۷۴٬۰۰۰ متر مربع در منطقهٔ ونک تهران در رشته‌های تنیس، فوتبال، بسکتبال، والیبال، شنا، بوکس، تکواندو، دو و میدانی، پینگ پنگ، فوتسال، بدنسازی، کوه‌نوردی، صخره‌نوردی، شطرنج و بیلیارد فعال است.
این ورزشگاه دارای زمین فوتبال با چمن طبیعی، به ابعاد استاندارد فیفا، در ضلع شمالی مجموعه با قابلیت پذیرایی از ۱۵٬۰۰۰ تماشاگر می‌باشد. افزون بر آن یک زمین فوتبال با چمن مصنوعی نیز در ضلع شمال شرقی ورزشگاه وجود دارد. سالن ورزشی سرپوشیدهٔ چندمنظوره به گنجایش ۱٬۵۰۰ نفر نیز از جمله امکانات ورزشگاه است. از دیگر امکانات ورزشگاه می‌توان به ۲ استخر روباز، استخر کودکان، ۴ زمین تنیس، پیست دو و میدانی، پیست پرش طول، امکانات صخره‌نوردی، سونا، جکوزی، زمین بسکتبال، سالن فوتسال، سالن بیلیارد، سالن بدنسازی، سالن بوکس و سالن تکواندو اشاره نمود.
این ورزشگاه دارای یک سالن کنفرانس مجهز و همچنین یک تالار مدرن برای برگزاری جشن‌ها و مراسم فرهنگی است.
دفتر مرکزی
دفتر مرکزی باشگاه در خیابان جمهوری اسلامی، کوچه نوبهار قرار دارد و مجهز به دفاتر اداری، گالری هنرهای تجسمی و سالن هنرهای نمایشی است.
آمفی تئاتر به گنجایش ۵۰۰ نفر از دیگر امکانات دفتر مرکزی است.
شعب شهرستان
باشگاه فرهنگی ورزشی آرارات دارای شعبه در تبریز، شیراز و ارومیه است.

## فصل‌های حضور
| فصل     | لیگ       | لیگ                               | لیگ                               | لیگ                               | لیگ                               | لیگ                               | لیگ                               | لیگ                               | لیگ                               | جام حذفی        | توضیحات                                       | Leagues Top goalscorer | Leagues Top goalscorer | مدیر                           |
| فصل     | دسته      | P                                 | W                                 | D                                 | L                                 | F                                 | A                                 | Pts                               | Pos                               | جام حذفی        | توضیحات                                       | Name                   | Goals                  | مدیر                           |
| ------- | --------- | --------------------------------- | --------------------------------- | --------------------------------- | --------------------------------- | --------------------------------- | --------------------------------- | --------------------------------- | --------------------------------- | --------------- | --------------------------------------------- | ---------------------- | ---------------------- | ------------------------------ |
| ۱۹۶۵–۶۶ | TFL       | ۱۲                                | ۳                                 | ۲                                 | ۷                                 | ۱۴                                | ۲۸                                | ۸                                 | ۹ام                               |                 |                                               |                        |                        | منصور امیرآصفی                 |
| ۱۹۶۶–۶۷ | TFL       | ۱۱                                | ۴                                 | ۳                                 | ۴                                 | ۱۳                                | ۸                                 | ۱۲                                | ۷ام                               |                 |                                               |                        |                        | منصور امیرآصفی                 |
| ۱۹۶۷–۶۸ | TFL       |                                   |                                   |                                   |                                   |                                   |                                   |                                   |                                   |                 |                                               |                        |                        | منصور امیرآصفی                 |
| ۱۹۶۸–۶۹ | TFL       |                                   |                                   |                                   |                                   |                                   |                                   |                                   |                                   |                 |                                               |                        |                        | منصور امیرآصفی                 |
| ۱۹۶۹–۷۰ | TFL       | ۱۵                                | ۸                                 | ۱                                 | ۶                                 | ۱۸                                | ۲۲                                | ۱۷                                | ۵ام                               |                 |                                               |                        |                        | گارنیک مهرابیان                |
| ۱۹۷۰–۷۱ | TFL       |                                   |                                   |                                   |                                   |                                   |                                   |                                   |                                   |                 |                                               |                        |                        | گارنیک مهرابیان                |
| ۱۹۷۱–۷۲ | TFL       | ۱۴                                | ۸                                 | ۰                                 | ۶                                 | ۱۸                                | ۱۸                                | ۱۶                                | 6th                               |                 |                                               |                        |                        | گارنیک مهرابیان                |
| ۱۹۷۲–۷۳ | TFL       | ۱۵                                | ۳                                 | ۶                                 | ۶                                 | ۱۰                                | ۱۴                                | ۱۲                                | 11th                              |                 |                                               |                        |                        | گارنیک مهرابیان                |
| ۱۹۷۳–۷۴ | TFL       | ۱۱                                | ۵                                 | ۵                                 | ۱                                 | ۱۱                                | ۵                                 | ۱۵                                | ۳ام                               |                 |                                               |                        |                        | گارنیک مهرابیان                |
| ۱۹۷۴–۷۵ | TFL       | ۱۳                                | ۸                                 | ۲                                 | ۳                                 | ۱۷                                | ۹                                 | ۱۸                                | ۲ام                               |                 | Promoted to the Takht Jamshid Cup             |                        |                        | منصور امیرآصفی                 |
| ۱۹۷۵–۷۶ | TJC       | ۳۰                                | ۸                                 | ۱۰                                | ۱۲                                | ۲۳                                | ۳۱                                | ۲۶                                | ۱۲ام                              |                 |                                               |                        |                        | منصور امیرآصفی                 |
| ۱۹۷۶–۷۷ | TJC       | ۳۰                                | ۶                                 | ۱۳                                | ۱۱                                | ۲۳                                | ۳۲                                | ۲۵                                | ۱۲ام                              |                 | Relegated to the Iran Football's 2nd Division |                        |                        | منصور امیرآصفی /Thomas Certish |
| ۱۹۷۷–۷۸ | دسته دو   | ۲۲                                | ۹                                 | ۱۰                                | ۱۳                                | ۲۱                                | ۹                                 | ۲۸                                | ۳ام                               | برگزار نشد      |                                               |                        |                        | هاملت آصفیان                   |
| ۱۹۷۸–۷۹ | دسته دو   | به واسطه انقلاب ایران ناتمام ماند | به واسطه انقلاب ایران ناتمام ماند | به واسطه انقلاب ایران ناتمام ماند | به واسطه انقلاب ایران ناتمام ماند | به واسطه انقلاب ایران ناتمام ماند | به واسطه انقلاب ایران ناتمام ماند | به واسطه انقلاب ایران ناتمام ماند | به واسطه انقلاب ایران ناتمام ماند | برگزار نشد      |                                               |                        |                        |                                |
| ۱۹۷۹–۸  | SEC       |                                   |                                   |                                   |                                   |                                   |                                   |                                   |                                   | برگزار نشد      |                                               |                        |                        | آرشاویر ملکی                   |
| ۱۹۸۱–۸۲ | TFL       | ۱۳                                | ۳                                 | ۸                                 | ۲                                 | ۱۰                                | ۸                                 | ۱۴                                | ۷ام                               | برگزار نشد      |                                               |                        |                        | آرشاویر ملکی                   |
| ۱۹۸۲–۸۳ | TFL       | ۱۷                                | ۴                                 | ۸                                 | ۵                                 | ۱۳                                | ۲۰                                | ۱۶                                | ۱۲ام                              | برگزار نشد      |                                               |                        |                        | منصور امیرآصفی                 |
| ۱۹۸۳–۸۴ | TFL       | ۱۷                                | ۵                                 | ۸                                 | ۴                                 | ۱۹                                | ۱۲                                | ۱۸                                | 6th                               | برگزار نشد      |                                               |                        |                        | منصور امیرآصفی                 |
| ۱۹۸۴–۸۵ | TFL       | پایان نیافت                       | پایان نیافت                       | پایان نیافت                       | پایان نیافت                       | پایان نیافت                       | پایان نیافت                       | پایان نیافت                       | پایان نیافت                       | برگزار نشد      |                                               |                        |                        | منصور امیرآصفی                 |
| ۱۹۸۵–۸۶ | TFL       | ۹                                 | ۱                                 | ۳                                 | ۵                                 | ۷                                 | ۱۳                                | ۵                                 | 10th                              | برگزار نشد      | Relegated to the Iran Football's 2nd Division |                        |                        | منصور امیرآصفی                 |
| ۱۹۸۶–۸۷ | TFL2      | ۱۰                                | ۴                                 | ۲                                 | ۴                                 | ۱۲                                | ۹                                 | ۱۰                                | ۵ام                               |                 |                                               |                        |                        | حسن حبیبی                      |
| ۱۹۸۷–۸۸ | TFL2      | ۱۷                                | ۴                                 | ۹                                 | ۴                                 | ۱۳                                | ۱۲                                | ۱۷                                | ۹ام                               |                 |                                               |                        |                        | حسن حبیبی                      |
| ۱۹۸۸–۸۹ | TFL2      | ۱۷                                | ۹                                 | ۶                                 | ۲                                 | ۱۸                                | ۷                                 | ۳۳                                | ۳ام                               |                 |                                               |                        |                        | حسن حبیبی                      |
| ۱۹۸۹–۹۰ | TFL2      | ۱۴                                | ۹                                 | ۵                                 | ۰                                 | ۳۰                                | ۸                                 | ۲۳                                | ۲ام                               | برگزار نشد      | Promoted to the Tehran Province leagu         |                        |                        | حسن حبیبی                      |
| ۱۹۹۰–۹۱ | TFL       | ۱۷                                | ۶                                 | ۶                                 | ۵                                 | ۱۱                                | ۱۰                                | ۱۸                                | ۷ام                               |                 |                                               |                        |                        | حسن حبیبی                      |
| ۱۹۹۱–۹۲ | TFL       | ۱۵                                | ۶                                 | ۶                                 | ۳                                 | ۱۱                                | ۸                                 | ۱۸                                | ۵ام                               |                 |                                               |                        |                        | حسن حبیبی                      |
| ۱۹۹۲–۹۳ | TFL       | ۲۶                                | ۸                                 | ۱۰                                | ۸                                 | ۲۲                                | ۲۰                                | ۲۶                                | ۷ام                               | برگزار نشد      |                                               |                        |                        | حسن حبیبی                      |
| ۱۹۹۳–۹۴ | TFL       | ۱۸                                | ۱۲                                | ۴                                 | ۲                                 | ۲۸                                | ۱۳                                | ۲۸                                | ۲ام                               |                 | Promoted to the Azadegan League               |                        |                        | حسن حبیبی                      |
| ۱۹۹۴–۹۵ | Div 1     | ۲۲                                | ۸                                 | ۹                                 | ۵                                 | ۳۱                                | ۱۹                                | ۲۵                                | ۵ام                               |                 |                                               |                        |                        | حسن حبیبی                      |
| ۱۹۹۵–۹۶ | Div 1     | ۳۰                                | ۸                                 | ۷                                 | ۱۵                                | ۲۷                                | ۳۹                                | ۳۱                                | ۱۲ام                              |                 | Relegated to the Iran Football's 2nd Division |                        |                        | وازگن صافاریان                 |
| ۱۹۹۶–۹۷ | دسته دو   | ۳۰                                | ۸                                 | ۹                                 | ۱۳                                | ۳۲                                | ۴۲                                | ۳۳                                | ۱۴ام                              |                 |                                               |                        |                        |                                |
| ۱۹۹۷–۹۸ | دسته دو   | ۱۸                                | ۶                                 | ۹                                 | ۳                                 | ۱۸                                | ۱۴                                | ۲۷                                | ۴ام                               | برگزار نشد      |                                               |                        |                        |                                |
| ۱۹۹۸–۹۹ | دسته دو   | ۱۶                                | ۶                                 | ۴                                 | ۶                                 | ۲۵                                | ۱۷                                | ۲۲                                | 6th                               |                 |                                               |                        |                        |                                |
| ۱۹۹۹–۰۰ | دسته دو   | ۱۶                                | ۷                                 | ۲                                 | ۷                                 | ۲۳                                | ۲۵                                | ۲۳                                | ۵ام                               |                 |                                               |                        |                        |                                |
| ۲۰۰۰–۰۱ | دسته دو   | ۱۶                                | ۲                                 | ۲                                 | ۱۲                                | ۱۶                                | ۳۴                                | ۸                                 | ۹ام                               |                 |                                               |                        |                        |                                |
| ۲۰۰۱–۰۲ | Div ۱     | ۲۰                                | ۵                                 | ۷                                 | ۸                                 | ۱۲                                | ۱۸                                | ۲۲                                | ۹ام                               |                 | Relegated to the Iran Football's 2nd Division |                        |                        |                                |
| ۲۰۰۲–۰۳ | دسته دو   | ۱۰                                | ۲                                 | ۵                                 | ۳                                 | ۱۱                                | ۱۰                                | ۱۱                                | ۴ام                               |                 |                                               |                        |                        |                                |
| ۲۰۰۳–۰۴ | دسته دو   | ۲۲                                | ۶                                 | ۶                                 | ۱۰                                | ۲۲                                | ۲۴                                | ۲۴                                | ۹ام                               |                 |                                               |                        |                        |                                |
| ۲۰۰۴–۰۵ | دسته دو   | ۱۸                                | ۱۰                                | ۵                                 | ۳                                 | ۲۵                                | ۱۱                                | ۳۵                                | ۲ام                               |                 |                                               |                        |                        |                                |
| ۲۰۰۵–۰۶ | دسته دو   | ۲۲                                | ۱۱                                | ۵                                 | ۶                                 | ۳۱                                | ۲۴                                | ۳۸                                | ۳ام                               |                 |                                               |                        |                        |                                |
| ۲۰۰۶–۰۷ | دسته دو   | ۲۶                                | ۱۱                                | ۵                                 | ۱۰                                | ۳۲                                | ۳۷                                | ۳۸                                | ۷ام                               |                 |                                               |                        |                        |                                |
| ۲۰۰۷–۰۸ | دسته دو   | ۲۶                                | ۴                                 | ۲                                 | ۲۰                                | ۱۶                                | ۵۱                                | ۱۴                                | ۱۴ام                              |                 |                                               |                        |                        |                                |
| ۲۰۰۸–۰۹ | دسته دو   | ۰                                 | ۰                                 | ۰                                 | ۰                                 | ۰                                 | ۰                                 | ۰                                 | ۹ام                               |                 | Relegated to the Iran Football's 3rd Division |                        |                        |                                |
| ۲۰۰۹–۱۰ | Div ۳     | ۰                                 | ۰                                 | ۰                                 | ۰                                 | ۰                                 | ۰                                 | ۰                                 | ۱۲ام                              |                 | Relegated to the Tehran Province league       |                        |                        |                                |
| ۲۰۱۰–۱۱ | TPL       | غیبت                              | غیبت                              | غیبت                              | غیبت                              | غیبت                              | غیبت                              | غیبت                              | غیبت                              |                 | Relegated to the Tehran Province league Div ۱ |                        |                        |                                |
| ۲۰۱۱–۱۲ | TPL.Div ۱ | غیبت                              | غیبت                              | غیبت                              | غیبت                              | غیبت                              | غیبت                              | غیبت                              | غیبت                              |                 |                                               |                        |                        |                                |
| ۲۰۱۲–۱۳ | TPL.Div ۱ | غیبت                              | غیبت                              | غیبت                              | غیبت                              | غیبت                              | غیبت                              | غیبت                              | غیبت                              |                 |                                               |                        |                        |                                |
| ۲۰۱۳–۱۴ | TPL.Div ۱ | غیبت                              | غیبت                              | غیبت                              | غیبت                              | غیبت                              | غیبت                              | غیبت                              | غیبت                              |                 |                                               |                        |                        |                                |
| ۲۰۱۴–۱۵ | TPL.Div ۱ | ۱۰                                | ۸                                 | ۱                                 | ۱                                 | ۲۲                                | ۵                                 | ۲۵                                | 1st                               | Did not qualify | TPL                                           |                        |                        | ماسیس هاکوپیان                 |

## بازیکنان سرشناس

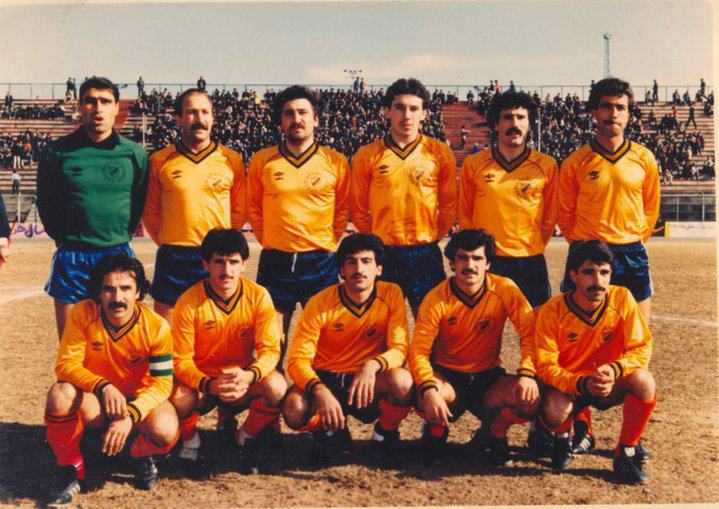
باشگاه فوتبال آرارات تهران، سال ۱۹۸۵ ایستاده از راست: باغدیک عابدیان، هنو عیوضی، مارکار آقاجانیان، مارکار نرسسیان، گارنیک شهبندری، وازگن صفریان نشسته از راست: ویگن زینعلی، روبیک ابراهیمی، ویگن کواییان، سروژ کوچاریان، آبو امیریان

- کارو حق وردیان
- وازگن صفریان
- آرشاویر ملکی
- مارکار آقاجانیان
- ادموند بزیک
- سرژیک تیموریان
- آندرانیک اسکندریان
- روبرت مارگوسی
- آندرانیک تیموریان
- ادموند اختر
- لئون استپانیان
- ویگن زینلی
- منصور امیرآصفی
- گارنیک شه‌بندری
- فرد ملکیان
- ژورس قازاریان

## بازیکنان

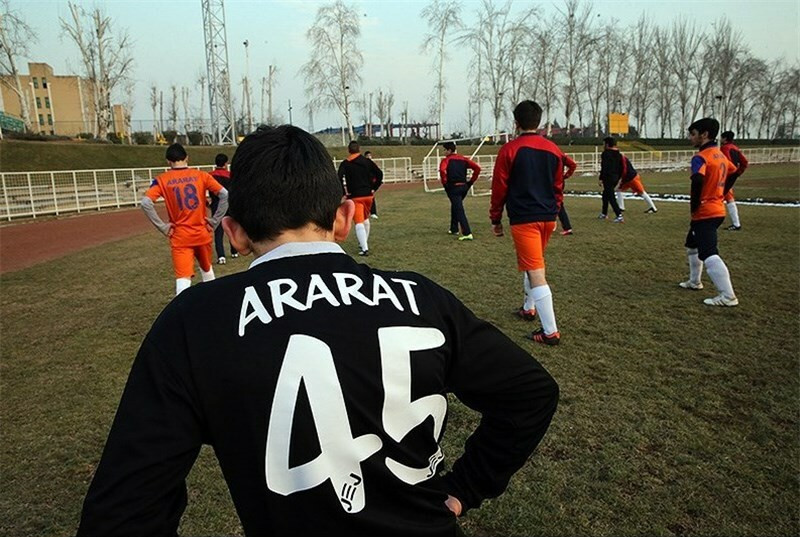

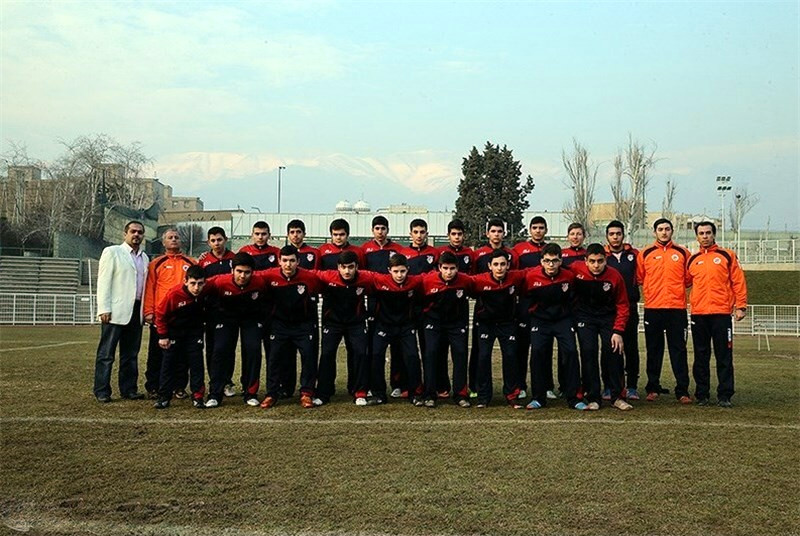

ترکیب کنونی
| شماره |       | پست       | بازیکن           |
| ----- | ----- | --------- | ---------------- |
| 1     | ایران | دروازه‌بان | سواک آمیریان     |
| 2     | ایران | مدافع     | منوآ شاهنازاریان |
| 3     | ایران | مدافع     | هامیک عیساقولیان |
| 4     | ایران | مدافع     | امین آواساپیان   |
| 5     | ایران | هافبک     | آربی آراکلیان    |
| 6     | ایران | هافبک     | ناربه شاهمیریان  |
| 7     | ایران | هافبک     | آرین آراگولی     |
| 8     | ایران | هافبک     | آرین آوانسیان    |
| 9     | ایران | مهاجم     | تومیک شاهوردیان  |
| 10    | ایران | مدافع     | آربی غازارایان   |
| 11    | ایران | مهاجم     | ادموند آخومیانس  |
| 12    | ایران | هافبک     | مونته آبراهامیان |

| شماره |       | پست       | بازیکن                   |
| ----- | ----- | --------- | ------------------------ |
| 13    | ایران | هافبک     | آرمن طاهماسیان           |
| 14    | ایران | مهاجم     | سارمن پانوسیان           |
| 15    | ایران | مدافع     | آرگیشت مانوکیان          |
| 17    | ایران | مهاجم     | آروین محمودی             |
| 18    | ایران | هافبک     | دیون هاکوپیان            |
| 19    | ایران | مهاجم     | آروین آلاهیاریان         |
| 20    | ایران | مدافع     | رنه باباخانی             |
| 21    | ایران | مدافع     | آرتین میناسیان (کاپیتان) |
| 22    | ایران | دروازه‌بان | منوآ مگردومیان           |
| 23    | ایران | هافبک     | آرگین شاهمیریان          |
| 33    | ایران | دروازه‌بان | رونی خدابخشیان           |

## کادر فنی کنونی
| پست         | نام            |
| ----------- | -------------- |
| سرمربی      | ماسیس هاکوپیان |
| دستیار مربی | فرد ملکیان     |
| دستیار مربی | وازگن صافاریان |
| مدیر فنی    | ادموند بزیک    |
| مدیر تیم    | هوویک حاتمیان  |

## سرمربیان تاریخ باشگاه
| - منصور امیرآصفی (۱۹۶۵–۱۹۶۹) - گارنیک مهرابیان (۱۹۶۹–۱۹۷۴) - منصور امیرآصفی (۱۹۷۴–۱۹۷۷) - هاملت آصفی (۱۹۷۷–۱۹۷۸) - آرشاویل ملکی (۱۹۷۹–۱۹۸۲) - منصور امیرآصفی (۱۹۸۲–۱۹۸۶) - حسن حبیبی (۱۹۸۶–۱۹۹۵) - وازگن صفریان (۱۹۹۵–۱۹۹۶) - ماسیس هاکوپیان |

## جام تخت جمشید
- جام تخت جمشید ۱۳۵۴ - دوازدهم
- جام تخت جمشید ۱۳۵۵ - دوازدهم

## لیگ آزادگان
- ۱۳۸۰–۱۳۸۱ - دور اول

## دسته دو
- ۱۳۸۴–۱۳۸۵- دور دوم
- ۱۳۸۵–۱۳۸۶- دور اول
- ۱۳۸۶–۱۳۸۷- دور اول
- ۱۳۸۷–۱۳۸۸